# アラン・トラオレ
アラン・トラオレ（Alain Sibiri Traoré、1988年12月31日 - ）は、ブルキナファソ・ボボ・ディウラッソ出身のサッカー選手。ポジションはミッドフィールダー。ブルキナファソのサッカー選手ベルトラン·トラオレは実弟。

## 経歴
2006年からフランスのAJオセールでプロキャリアをスタートさせた。2009年1月4日、スタッド・ブレスト29にレンタル移籍した。

## 代表歴
ブルキナファソ代表として2006年にA代表デビューを果たした。

## 所属クラブ
- AJオセール 2006-2012

→ スタッド・ブレスト29 2009 (loan)
- FCロリアン 2012-2016

→ ASモナコ 2015 (loan)
- カイセリスポル 2016-2017
- アル・マルヒーヤSC 2017-2018
- RSベルカン 2018-2021
- ASアルタ/ソーラー7（英語版） 2021-